# 7779 Susanring
7779 Susanring è un asteroide della fascia principale. Scoperto nel 1993, presenta un'orbita caratterizzata da un semiasse maggiore pari a 2,3527833 UA e da un'eccentricità di 0,2195352, inclinata di 25,65335° rispetto all'eclittica.